# Белинда (роман)
«Бели́нда» (англ. Belinda) — эротический роман Энн Райс, написанный ею под псевдонимом Энн Рэмплинг (Anne Rampling) (1986). 
Следом за романом «Врата в рай» (1985) исследует порочные стороны человеческой души. «Белинда» содержит сцены БДСМ, в которых писательница исследует отношения между взрослым мужчиной и несовершеннолетним ребёнком.

## Сюжет
Роман рассматривает взаимоотношения между сорокачетырёхлетним разведённым детским писателем и художником Джереми Уокером и шестнадцатилетним беглым подростком. Не ведая, кто такая Белинда на самом деле, Джереми влюбляется в девушку и рисует её нагие портреты. Когда же он узнаёт об истинной личине Белинды, ситуация начинает поспешно развиваться, что угрожает его карьере, свободе, а также любви к Белинде. Роман повествует о сексуальном союзе между Джереми и Белиндой, умело передавая их взаимную любовь друг ко другу через физический акт.
Роман касается вопроса незаконных любовных отношений: возраст сексуального согласия в шт. Калифорния, где происходит большая часть событий, — восемнадцать лет. Когда Белинда встречает Джереми Уокера, ей шестнадцать лет, но умственно она гораздо взрослей. Её имя — Белинда Бланшар, её мать — международная кинозвезда Бонни. Хотя Белинда и живёт отдельно от матери, всё равно сбегает от её родительского контроля, однако, её невежественный дядя Дэрил убеждён, что Белинда намерена разрушить карьеру матери. Джереми Уокер не знает ничего об этом до тех пор, пока не влюбляется в Белинду и они не сожительствуют в течение нескольких месяцев. Роман описывает многочисленные любовные связи персонажей разных возрастов, включая всемирно известного парикмахера (отца Белинды) Джорджа Галлахера и актёра Олли Боона. Хотя Белинда единственный несовершеннолетний персонаж, который гораздо моложе других действующих лиц, роман поднимает вопрос о вероятности существования подлинной любви между двумя разновозрастными людьми и нравственности этого возможного события.